# Міська брама (Кам'янець-Подільський)
Міська брама — історична пам'ятка місцевого значення в Україні в м. Кам'янці-Подільському, Хмельницька область.

## Історія
Брама була збудована для оборони старого міста Кам'янця-Подільського. Перша згадка про Міські ворота датується 11 століттям. Тоді появились міські укріплення з каменю. В 12 столітті їх замінили новими. Тоді ж на їх фундаменті збудували вежі.
У 1746 році Міські ворота перебудував військовий інженер Христіан Дальке. Тоді збудували каземат і гарматну галерею. Тут розмістили виробництво пороху, тому ці приміщення перейменували в лабораторію.
У 1876 р., у зв'язку з розширенням дороги, стіну, що з'єднувала Міську браму та Каземат-лабораторію, розібрали на ширину дороги, розділивши комплекс споруд на дві частини.
В 1950 році міські ворота, у складі архітектурної пам'ятки Кам'янець-Подільської фортеці, були визнані надбанням народу і віднесені під охорону держави.

## Архітектура
Міські ворота виконували основну роль оборонних споруд міста і блокували вхід в місто з боку фортеці і мосту. Сучасний вигляд ці ворота отримали у 1746 році. Комплекс має вигляд двох коридорів, які з'єднані з бійницями з допомогою мурів. Північний корпус має високу вежу чотирикутної форми з бійницями. На першому поверсі розміщені власне ворота, що зачиняються дерев'яними дверима. Вгорі колись знаходилась військова варта.
Сьогодні тут діє ресторан «Під брамою».